# 種市篤暉
種市 篤暉（たねいち あつき、1998年9月7日 - ）は、青森県三沢市出身のプロ野球選手（投手）。右投右打。千葉ロッテマリーンズ所属。

## 経歴

### プロ入り前
小学校3年生から野球を始め、三沢市立第二中学校では同校の野球部に所属した。
高校は八戸工大第一高校に進学した。2年生の秋には背番号1を付け、エースとなる。甲子園出場経験は無いが、2年生の秋季青森大会では決勝に進出する。3年生の夏の第98回全国高等学校野球選手権青森大会において、2回戦の対八戸高校戦では、8奪三振を記録、準々決勝では「3番・右翼手」で出場し、1安打を打つも大湊高校に4対3で敗れる。
2016年10月20日に行われたプロ野球ドラフト会議にて、千葉ロッテマリーンズから6位指名を受け、11月25日に契約金3000万円、年俸480万円（金額は推定）で契約合意に達し、12月13日にロッテ本社で新入団選手発表が行われた。背番号は63。

### ロッテ時代
2017年、ルーキーイヤーは身体作りを中心に取り組み、イースタン・リーグでも1試合に登板したのみであった。11月25日から台湾で開催されたアジアウィンターベースボールリーグのNPBイースタン選抜に選出され、同リーグでは5試合の登板で6イニングを無失点に抑えた。
2018年はフレッシュオールスターに選出され、イースタン・リーグ選抜の先発として登板すると、自己最速タイの153km/hを計測。その投げっぷりの良さが評価され、二軍再調整となった涌井秀章の代役として8月12日のオリックス・バファローズ戦でプロ初登板初先発となり、6回5安打2失点と好投したが、勝敗は付かなかった。9月2日の北海道日本ハムファイターズ戦では5回2安打無失点で勝利投手の権利を持って降板するも、リリーフ陣が逆転を許してプロ初勝利とはならず、同17日の東北楽天ゴールデンイーグルス戦で7回6失点（自責点4）を喫すると、翌9月18日に出場選手登録を抹消された。10月2日に一軍再昇格を果たし、同日の福岡ソフトバンクホークス戦では8回4失点で敗戦投手となったものの、プロ初完投、さらに10奪三振でプロ初の2桁奪三振も記録した。この年は一軍で7試合に先発登板し、0勝4敗・防御率6.10という成績であった。オフの10月19日から開催された第2回WBSC U-23ワールドカップでは日本代表に選出され、2試合の先発で2勝を記録し、同大会の最高勝率賞を受賞。さらに11月22日からはオーストラリアン・ベースボールリーグに参加し、同リーグでは5試合の先発で0勝3敗・防御率4.56、チームトップの29奪三振を記録した。契約更改では200万円増となる推定年俸680万円でサインした。
2019年は中継ぎとして自身初の開幕一軍入りを果たし、4月5日のソフトバンク戦で自己最速タイの153km/hを計測すると、同14日の日本ハム戦では1点リードの6回表を任され、1回1安打無失点でプロ初ホールドを記録した。8試合のリリーフ登板で2ホールド・防御率0.90と結果を残すと、4月29日の楽天戦でシーズン初先発を果たし、5回2失点の好投でプロ初勝利を挙げた。その後は7月に細菌性胃腸炎で離脱した時期もありながら先発ローテーションを守り、8月4日の楽天戦で江夏豊や木田勇と並ぶ日本人最多の23イニング連続奪三振を記録。9月22日の日本ハム戦では自己最長タイとなる8回を5安打9奪三振無失点の好投で8勝目を挙げるなど、シーズン最後まで先発ローテーションを守り抜き、この年は26試合（17先発）の登板で8勝2敗・防御率3.24を記録した。オフに背番号が16へ変更となることが発表され、契約更改では2320万増となる推定年俸3000万円でサインをした。
2020年は新型コロナウイルスの影響で120試合制の短縮シーズンとなり、開幕も6月に延期されたが、自身初の開幕先発ローテーション入りを果たすと、7月25日の埼玉西武ライオンズ戦では9回4安打10奪三振でプロ初の完封勝利を挙げた。しかし、8月1日の楽天戦で5回2/3を自己ワーストタイとなる8失点で降板すると、翌2日に右肘の違和感で登録抹消。当初は最短の10日で復帰する予定だったが、肘に腫れがあったため病院で診察した結果、手術が必要と発覚。9月14日に横浜市内の病院で右肘の内側側副靭帯再建手術（トミー・ジョン手術）を受けたことが球団から発表された。この年は7試合の先発登板で3勝2敗・防御率3.47という成績であり、オフに300万円減となる推定年俸2700万円で契約を更改した。
2021年は実戦登板が無く、リハビリに専念。9月にはブルペン投球を再開するなど順調な回復を見せ、オフに500万円減となる推定年俸2200万円で契約を更改した。
2022年は4月13日の二軍戦でトミー・ジョン手術からの復帰登板を果たした。その後も二軍で実戦登板を重ね、イースタン・リーグで11試合に登板して防御率2.70と結果を残すと、8月11日のソフトバンク戦での先発登板が決定し、740日ぶりとなる一軍登板を果たしたが、3回3失点で勝敗は付かなかった。翌12日に出場選手登録を抹消されて以降の一軍登板は無くシーズンを終え、オフに400万円減となる推定年俸1800万円で契約を更改した。
2023年は3年ぶりに開幕ローテーション入りを果たし、ソフトバンクとの開幕2戦目でシーズン初登板初先発。4回89球4安打3四球で降板となったが、10奪三振で1失点に抑えた。続く4月9日の楽天戦に先発すると、6回無失点の好投で勝利投手となり、988日ぶり（2020年7月25日以来）となる一軍での白星を挙げた。5月16日のオリックス戦では引き分けで完投は記録されなかったものの、3安打2四球9奪三振1失点という内容で術後初めて9イニングを投げ抜いた。その後は右肘への負担を考慮されて登板間隔を空けるための登録抹消が2度ありながらも、開幕から先発ローテーションの一角を担い、7月4日終了時点で12試合に先発登板し、5勝3敗・防御率2.52を記録すると、翌5日に監督推薦で自身初のオールスターに選出。球宴第2戦に3番手として登板し、6球で三者凡退に抑えた。後半戦は8月18日の楽天戦で8回1失点と好投し、自身初の2桁勝利を達成。9月28日の日本ハム戦で3回2/3を投げ、11安打8失点（自責7）と打ち込まれて敗戦投手になると、同30日に右肘の炎症で出場選手登録を抹消され、レギュラーシーズンを終えた。この年は23試合の先発登板で10勝7敗・防御率3.42、136回2/3を投げてリーグ2位の157奪三振を記録。ポストシーズンでは、オリックスとのCSファイナルステージ第4戦で一軍復帰登板となったが、3回2失点で敗戦投手となった。オフに3400万円増となる推定年俸5200万円で契約を更改した。
2024年は、3月に開催された侍ジャパンシリーズ2024欧州代表戦に日本代表として出場。レギュラーシーズンでは2年連続で開幕ローテーション入りを果たしたが、4月終了時点では5試合の先発登板で1勝3敗・防御率5.27という成績であった。5月22日の西武戦で4年ぶりの完投勝利を挙げるなど、5月以降は10試合連続QSと安定した投球を披露。ただ、7月20日の日本ハム戦では初回に打球が左膝下部に直撃し、2回以降は失点を重ね、4回0/3を投げて自己ワーストの9失点を喫した。続く同28日の楽天戦でも5回1/3を6失点の乱調であったが、8月は4先発全てでHQSを記録し、月間防御率1.50と復調。しかし、9月1日のソフトバンク戦で右内転筋の違和感を訴え、3回4失点（敗戦投手）で降板となり、同3日には出場選手登録を抹消され、球団からは種市が9月2日に浦安市内の病院で右足内転筋の筋損傷と診断されたことが発表された。9月20日の二軍戦で実戦復帰を果たし、同30日の楽天戦で一軍復帰。この年は前述のように好不調の波が激しいシーズンではあったが、自身初めて規定投球回に到達し、23試合の先発登板で7勝8敗・防御率3.05を記録した。
2025年も、3月に開催された侍ジャパンシリーズ2025オランダ代表戦に日本代表として選ばれ、2年連続で侍ジャパンの強化試合に出場し、第2戦の先発を務め2回無安打無失点と完璧な投球を見せた。

## 選手としての特徴
| 球種       | 配分 % | 平均球速 km/h | 被打率 |
| ---------- | ------ | ------------- | ------ |
| ストレート | 49.8   | 147.6         | .302   |
| フォーク   | 29.0   | 137.6         | .172   |
| スライダー | 18.2   | 133.8         | .227   |
| ツーシーム | 03.1   | 144.1         | .348   |

落差が大きく予測のつかないフォークが武器。変化球はその他にスライダーとツーシームを投じ、ストレートの最速は155km/hを計測している。

## 人物・逸話
愛称は「たね」、「たねちー」。
実家の隣が海という環境で育ったので、釣りが好きである。プロ入団後、ロッテの球団施設から比較的近い外房などによく釣りに出かけるとのことである。同時期、フグが釣れることが多いのでふぐ調理師免許の取得も考えているという。海産物は全て好きで、嫌いな海産物は一切無い。
2019年4月29日の楽天戦で種市はプロ入り初勝利を挙げたが、その試合がパシフィック・リーグとして「平成」最後の公式戦であり、当日開催のリーグ公式戦3試合のウイニングボールが野球殿堂博物館に寄贈されることがあらかじめ決まっていた。そのため、種市はプロ初勝利のウイニングボールを記念に手にすることが出来ず、その代わりに交代前の5回の三死目を取った際の試合球がプロ初勝利の記念として種市へと贈呈された。

## 詳細情報

### 年度別投手成績
| 年 度     | 球 団     | 登 板 | 先 発 | 完 投 | 完 封 | 無 四 球 | 勝 利 | 敗 戦 | セ 丨 ブ | ホ 丨 ル ド | 勝 率 | 打 者 | 投 球 回 | 被 安 打 | 被 本 塁 打 | 与 四 球 | 敬 遠 | 与 死 球 | 奪 三 振 | 暴 投 | ボ 丨 ク | 失 点 | 自 責 点 | 防 御 率 | W H I P |
| --------- | --------- | ----- | ----- | ----- | ----- | -------- | ----- | ----- | -------- | ----------- | ----- | ----- | -------- | -------- | ----------- | -------- | ----- | -------- | -------- | ----- | -------- | ----- | -------- | -------- | ------- |
| 2018      | ロッテ    | 7     | 7     | 1     | 0     | 0        | 0     | 4     | 0        | 0           | .000  | 169   | 38.1     | 42       | 5           | 13       | 0     | 1        | 28       | 4     | 0        | 28    | 26       | 6.10     | 1.43    |
| 2019      | ロッテ    | 26    | 17    | 0     | 0     | 0        | 8     | 2     | 0        | 2           | .800  | 506   | 116.2    | 114      | 11          | 51       | 1     | 2        | 135      | 5     | 0        | 47    | 42       | 3.24     | 1.41    |
| 2020      | ロッテ    | 7     | 7     | 1     | 1     | 0        | 3     | 2     | 0        | 0           | .600  | 198   | 46.2     | 43       | 7           | 15       | 0     | 5        | 41       | 0     | 0        | 18    | 18       | 3.47     | 1.24    |
| 2022      | ロッテ    | 1     | 1     | 0     | 0     | 0        | 0     | 0     | 0        | 0           | ----  | 16    | 3.0      | 5        | 1           | 4        | 0     | 0        | 2        | 1     | 0        | 3     | 3        | 9.00     | 3.00    |
| 2023      | ロッテ    | 23    | 23    | 0     | 0     | 0        | 10    | 7     | 0        | 0           | .588  | 571   | 136.2    | 124      | 12          | 45       | 1     | 7        | 157      | 3     | 0        | 56    | 52       | 3.42     | 1.24    |
| 2024      | ロッテ    | 23    | 23    | 2     | 0     | 1        | 7     | 8     | 0        | 0           | .467  | 612   | 147.1    | 128      | 5           | 38       | 0     | 9        | 148      | 4     | 1        | 55    | 50       | 3.05     | 1.13    |
| 通算：6年 | 通算：6年 | 87    | 76    | 4     | 1     | 1        | 28    | 23    | 0        | 2           | .549  | 2072  | 488.2    | 456      | 41          | 166      | 2     | 24       | 511      | 17    | 1        | 207   | 191      | 3.52     | 1.27    |

- 2024年度シーズン終了時
- 各年度の太字はリーグ最多

### 年度別守備成績
| 年 度 | 球 団  | 投手  | 投手  | 投手  | 投手  | 投手  | 投手     |
| 年 度 | 球 団  | 試 合 | 刺 殺 | 補 殺 | 失 策 | 併 殺 | 守 備 率 |
| ----- | ------ | ----- | ----- | ----- | ----- | ----- | -------- |
| 2018  | ロッテ | 7     | 2     | 4     | 0     | 0     | 1.000    |
| 2019  | ロッテ | 26    | 1     | 11    | 1     | 1     | .923     |
| 2020  | ロッテ | 7     | 3     | 6     | 0     | 1     | 1.000    |
| 2022  | ロッテ | 1     | 0     | 0     | 0     | 0     | ----     |
| 2023  | ロッテ | 23    | 9     | 17    | 1     | 0     | .963     |
| 2024  | ロッテ | 23    | 10    | 17    | 1     | 2     | .964     |
| 通算  | 通算   | 90    | 25    | 55    | 3     | 4     | .963     |

- 2024年度シーズン終了時

### 記録
初記録
投手記録
- 初登板・初先発登板：2018年8月12日、対オリックス・バファローズ20回戦（京セラドーム大阪）、6回2失点で勝敗つかず
- 初奪三振：同上、2回裏に吉田正尚から空振り三振
- 初完投：2018年10月2日、対福岡ソフトバンクホークス22回戦（福岡 ヤフオク!ドーム）、8回4失点10奪三振で敗戦投手
- 初ホールド：2019年4月14日、対北海道日本ハムファイターズ3回戦（札幌ドーム）、6回裏に2番手で救援登板、1回無失点
- 初勝利・初先発勝利：2019年4月29日、対東北楽天ゴールデンイーグルス6回戦（楽天生命パーク宮城）、5回2失点
- 初完投勝利・初完封勝利：2020年7月25日、対埼玉西武ライオンズ10回戦（メットライフドーム）、9回無失点10奪三振

打撃記録
- 初打席：2019年6月20日、対広島東洋カープ3回戦（MAZDA Zoom-Zoom スタジアム広島）、3回表に床田寛樹から空振り三振

その他の記録
- 23イニング連続奪三振：2019年6月13日 - 同年8月4日 ※同一シーズンのみにおける記録では球団記録[29][89][90]
- オールスターゲーム出場：1回（2023年）

### 背番号
- 63（2017年[8] - 2019年）
- 16（2020年[32] - ）

### 代表歴
- 第2回WBSC　U-23ワールドカップ：侍ジャパンU-23代表[91]